# NGC 5684
NGC 5684 је лентикуларна галаксија у сазвежђу Волар која се налази на NGC листи објеката дубоког неба.
Деклинација објекта је + 36° 32' 37" а ректасцензија 14h 35m 50,0s. Привидна величина (магнитуда) објекта NGC 5684 износи 12,6 а фотографска магнитуда 13,6. NGC 5684 је још познат и под ознакама UGC 9402, MCG 6-32-73, CGCG 192-46, PGC 52179.